# Galeria Okna
Galeria Okna – funkcjonująca od 2004 do 2008 roku w podziemiach Centrum Sztuki Współczesnej Zamek Ujazdowski w Warszawie. Prowadzona przez Marcina Krasnego (1979), kuratora i krytyka – autora programu.
Galeria prezentowała sztukę młodych, często studiujących jeszcze artystów. Pełniła podobną funkcję do znajdującej się wcześniej także w CSW Galerii Laboratorium.
Działalność Galerii Okna rozpoczęła wystawa prac Laury Paweli (REALITY_LP, 2004). Odbyły się tam między innymi wystawy: Adama-X (Implant, 2004), Michała Budnego (Światło, 2004), Kamila Dąbrowskiego (Było, jak było, 2006; kuratorzy: SZUSZU), Minny Suoniemi (Safe Area, 2005; kuratorki: Ika Sienkiewicz-Nowacka, Marianna Dobkowska), Rafała Jakubowicza (Stoosiemdziesiąt i coś, 2005), Olgi Lewickiej (Showdown, 2005/2006), Anny i Adama Witkowskich (pierwszy jedyny najlepszy, 2006), Jana Mioduszewskiego (Fabryka Mebli-Korytarz, 2006), Konrada Pustoły (Autor, 2006), Truth (Transformacja, 2006), Zorki Wollny (Muzeum, 2008).
W Oknach prezentowane były głównie wystawy indywidualne, ale odbyło się tam również kilka pokazów zbiorowych: Randka w ciemno (2004), której kuratorzy (Alejandra Perez Tamayo i Agata Raczyńska) poprosili artystów meksykańskich (Ichiro Irie, Rene C. Hayashi + Ingrid Rodea, Virginia Bonilla, Gabriel Carrillo, Elizabeth Espinosa, Oscar Padilla, Txema Novelo, Marité Márquez Yong, Raúl Del Olmo) i polskich (Agnieszka Kalinowska, Paweł Susid, Jadwiga Sawicka, Robert Maciejuk, Agata Bogacka, Rafał Jakubowicz, Twożywo, Karol Radziszewski, Pola Dwurnik) o zaprezentowanie prac na temat stereotypu polaka i meksykanina w obu tych krajach; Cztery Róże (2005), kurator: Marcin Krasny - pokaz prac artystów-feministów, którzy z okazji 8 marca „postanowili poprawić humor kobietom” (Kuba Bąkowski, Hubert Czerepok, Daniel Rumiancew, Wunderteam).
W Oknach została zorganizowana, także przez Krasnego, wystawa projektów, które nie zostały nigdy zrealizowane w Koncercie życzeń (2005) - koncepcje Jarosława Kozakiewicza, Macieja Kuraka, Roberta Rumasa, Azorro. Ostatnią otwartą tam wystawą było Zawężenie pola przedmiotowego zasięgu Tomasza Saciłowskiego (2008; kurator: Adam Mazur).